# Karim Bellarabi
Karim Bellarabi (sinh 8 tháng 4 năm 1990) là một cầu thủ bóng đá chuyên nghiệp người Đức hiện đang chơi ở vị trí tiền vệ chạy cánh.

## Cuộc sống cá nhân
Bellarabi sinh ra ở Berlin, Tây Đức, có cha là người Maroc và mẹ là người Đức.

## Sự nghiệp

### Cấp câu lạc bộ
Anh lớn lên ở Bremen và chơi cho các CLB trẻ địa phương ở đó như FC Hunchting, Werder Bremen và FC Oberneuland. Năm 2008, Bellarabi chuyển đến đội U19 Eintracht Braunschweig. Anh có mùa giải đầu tiên trong sự nghiệp ở câu lạc bộ vào mùa 2008-09, cùng với đó là hai lần ra sân tại mùa giải 2009-10. Cuối cùng anh cũng đã chiếm một suất đá chính vào mùa giải 2010-11 và thu hút sự chú ý của khán giả bởi màn trình diễn ấn tượng của mình trên sân.
Sau mùa 2010-11, anh rời Braunschweig để đầu quân cho đội bóng đang chơi tại Bundesliga Bayer Leverkusen. Do bị chấn thương hành hạ, Bellarabi đã bỏ lỡ gần như toàn bộ mùa giải 2012-13. Năm 2013, anh trở về Eintracht Braunschweig từ Leverkusen, đội bóng cũng đang chơi tại Bundesliga với một bản hợp đồng cho mượn một năm.
Bellarabi đã trở lại Leverkusen khi mùa giải 2014-15 khởi tranh. Ngày 23 tháng 8 năm 2014, anh đã tạo nên kỷ lục ghi bàn thắng nhanh nhất lịch sử tại Bundesliga chỉ sau 9 giây, với pha lập công vào lưới Borussia Dortmund ở ngay vòng đấu mở màn mùa 2014-15. Bàn thắng trên cũng góp phần giúp đội bóng của anh đánh bại đối thủ 2-0.

## Thống kê sự nghiệp
Tính đến 29 tháng 4 năm 2017
| Câu lạc bộ                    | Mùa giải            | Giải đấu            | Giải đấu | Giải đấu | Cúp quốc gia | Cúp quốc gia | Châu Âu | Châu Âu | Tổng cộng | Tổng cộng |
| Câu lạc bộ                    | Mùa giải            | Hạng                | Trận     | Bàn      | Trận         | Bàn          | Trận    | Bàn     | Trận      | Bàn       |
| ----------------------------- | ------------------- | ------------------- | -------- | -------- | ------------ | ------------ | ------- | ------- | --------- | --------- |
| FC Oberneuland                | 2007–08             | Oberliga Nord       | 7        | 2        | 0            | 0            | —       | —       | 7         | 2         |
| FC Oberneuland                | Tổng cộng           | Tổng cộng           | 7        | 2        | 0            | 0            | 0       | 0       | 7         | 2         |
| Eintracht Braunschweig        | 2008–09             | 3. Liga             | 1        | 0        | 0            | 0            | 0       | 0       | 1         | 0         |
| Eintracht Braunschweig        | 2009–10             | 3. Liga             | 2        | 0        | 0            | 0            | —       | —       | 2         | 0         |
| Eintracht Braunschweig        | 2010–11             | 3. Liga             | 35       | 8        | 1            | 0            | 0       | 0       | 36        | 8         |
| Eintracht Braunschweig        | Tổng cộng           | Tổng cộng           | 38       | 8        | 1            | 0            | 0       | 0       | 39        | 8         |
| Bayer Leverkusen              | 2011–12             | Bundesliga          | 10       | 1        | 0            | 0            | 2       | 1       | 12        | 2         |
| Bayer Leverkusen              | 2012–13             | Bundesliga          | 8        | 0        | 1            | 1            | 2       | 1       | 11        | 2         |
| Bayer Leverkusen              | 2014–15             | Bundesliga          | 33       | 12       | 3            | 0            | 10      | 1       | 46        | 13        |
| Bayer Leverkusen              | 2015–16             | Bundesliga          | 33       | 6        | 4            | 2            | 12      | 4       | 49        | 12        |
| Bayer Leverkusen              | 2016–17             | Bundesliga          | 16       | 2        | 1            | 1            | 2       | 1       | 19        | 4         |
| Bayer Leverkusen              | Tổng cộng           | Tổng cộng           | 100      | 21       | 9            | 4            | 28      | 8       | 137       | 33        |
| Eintracht Braunschweig (mượn) | 2013–14             | Bundesliga          | 26       | 3        | 0            | 0            | 0       | 0       | 26        | 3         |
| Eintracht Braunschweig (mượn) | Tổng cộng           | Tổng cộng           | 26       | 3        | 0            | 0            | 0       | 0       | 26        | 3         |
| Tổng cộng sự nghiệp           | Tổng cộng sự nghiệp | Tổng cộng sự nghiệp | 171      | 34       | 10           | 4            | 28      | 8       | 209       | 46        |

## Bàn thắng quốc tế
| # | Ngày                | Địa điểm                               | Đối thủ   | Bàn thắng | Kết quả | Giải đấu            |
| - | ------------------- | -------------------------------------- | --------- | --------- | ------- | ------------------- |
| 1 | 13 tháng 6 năm 2015 | Sân vận động Algarve, Faro, Bồ Đào Nha | Gibraltar | 4–0       | 7–0     | Vòng loại Euro 2016 |